# 格弗尔
格弗尔是奥地利下奥地利州克雷姆斯兰县的一个市镇。总面积80.75平方公里，总人口3731人，人口密度46.2人/平方公里（2005年）。